# Konrad von Hattstein
Konrad von Hattstein, in tedesco anche Cuno von Hattenstein, Hatzigenstein, Hazzigenstien (XIII secolo – Brandeburgo?, 1303?), fu Gran Maestro dell'Ordine Livoniano dal 1288 al 1289 (secondo alcuni fino al 1290).

## Biografia

### Vita
Konrad nacque nel Langraviato d'Assia, vicino a Francoforte. La sua famiglia aveva ricoperto il ruolo di ministeriale; più tardi, divenne vassalla della contea di Sponheim (Grafschaft Sponheim).
Come molti suoi parenti, anche Konrad divenne inizialmente membro dell'Ordine teutonico in Prussia. Dal 1275 al 1278, divenne comandante presso la Notangia (Natangen), nel 1283 a Toruń (Thorn) e tra il 1284 e il 1286 a Elbląg (Elbing). Nel 1288, fu nominato Landmeister dell'Ordine Livoniano. Dopo un anno (o due) tornò in Germania, dove si stabilì dal 1296 al 1303 presso Brandeburgo nel ruolo di komtur. Dopodiché, scompare dalle fonti.

### Operazioni militari
Per vendicare la morte del suo predecessore, nell'inverno tra il 1288 ed il 1289 fece diverse incursioni in Samogizia assieme ai vassalli di Tartu e Saaremaa e riprese il castello di Dobele che il Landmeister Burkhard von Hornhausen aveva perso nel 1260. Inoltre attaccò i castelli semgalli di Žagarė e Sidrabene, incendiandoli e costringendo le popolazioni locali alla resa.
I Semgalli furono costretti nuovamente al battesimo, ma molti di loro preferirono lasciare la terra di origine e spostarsi in Lituania. Gli storici concordano nel ritenere che la crociata livoniana terminò nel 1291, quando l'ultimo forte semgallo si arrese ai Cavalieri. Analogamente alla Curlandia, la maggior parte della Semgalia passò ai cristiani.

### In Lituania
Nel 1289, alla guida di circa 8.000 soldati, il Granduca lituano Butigeidis attaccò la Sambia, in Prussia, mentre, sempre nello stesso anno i Cavalieri Teutonici costruirono il castello di Tilsit (chiamato Schalauner Haus) e intensificarono le loro incursioni in Lituania.
Butigeidis fu il primo a costruire una serie di fortezze lungo il fiume Neman. Il sistema di castelli venne ulteriormente sviluppato dopo la sua morte ed aiutò a resistere alle incursioni dei Cavalieri di Livonia fino alla seconda metà del XIV secolo. Butigeidis morì nel 1291 e suo fratello Butvydas ereditò la corona, anno in cui Konrad von Hattstein aveva già lasciato il suo incarico al suo successore Balthasar Holte.
Durante il regno di Butigeidis, i samogizi si arresero all'Ordine di Livonia o fuggirono nel sud della Samogizia. Fu così la conquista dei crociati di Livonia venne completata.